# Meteu 'L Klechem
 (octobre 2021).
Le Meteu 'L Klechem est un monolithe historique des îles Palaos. Il se trouve sur l'île principale de la République, Babeldaob, précisément dans la capitale, Melekeok.
Le monolithe a une forme octogonale d'une épaisseur de 0,61 m pour une hauteur de 2,1 m. Son poids est estimé à 1,4 kg.
Avant d'être classé au Registre national des lieux historiques des États-Unis en 1976, le monolithe servait de pont pour traverser un ruisseau. 
Le monolithe garde la mémoire de Metau, guerrier historique de la fin du XVIIIe siècle, qui combattait les Yapais. En 1785, Metau est pris dans une embuscade et tué à Koror. Sa dépouille fut déposée sur le monolithe et restitué contre une rançon. Reklai, frère de Metau, paya la contrepartie et en 1795, la pierre et la dépouille de Metau furent rapportées à Melekoek pour y recevoir les honneurs funéraires.  La pierre est restée sur la jetée principale de Beriber jusqu'en 1948, date à laquelle elle a été déplacée à son emplacement actuel.